# Farkas Bolyai
Farkas Bolyai (9. února 1775, Sibiu – 20. listopadu 1856, Târgu Mureș) byl maďarský matematik a geometr narozený v dnešním Rumunsku (tehdy Habsburské monarchii).
Matematiku studoval na univerzitách v Jeně a Göttingenu. Roku 1804 se stal profesorem kalvinistického Kolegia v Marosvásárhely (dnes Târgu Mureș).
Své klíčové dílo známé jako Tentamen (plným názvem Tentamen iuventutem studiosam in elementa matheosos introducendi) napsal roku 1832, šlo o pojednání o základech aritmetiky, geometrie a o konvergenčních kritériích nekonečných řad. Definoval jako první pojmy, které byly později ukotveny v teorii množin.
Byl blízkým přítelem Carla Friedricha Gausse. Jeho syn János Bolyai se rovněž stal významným matematikem.